# 고려호텔 (부천)
고려호텔은 경기도 부천시 원미구에 있는 호텔이다. 2004년 11월 30일에 개관하였다.